# Клавдієво-Тарасівська селищна рада
Кла́вдієво-Тара́сівська се́лищна ра́да — колишня адміністративно-територіальна одиниця та орган місцевого самоврядування в Бородянському районі Київської області. Адміністративний центр — селище міського типу Клавдієво-Тарасове.

## Загальні відомості
- Територія ради: 50 км²
- Населення ради: 4860 осіб (станом на 2001 рік)
- Територією ради протікає річка Здвиж

## Населені пункти
Селищній раді підпорядковані населені пункти:
- смт Клавдієво-Тарасове
- с. Пороскотень

## Склад ради
Рада складається з 24 депутатів та голови.
- Голова ради: Дудник Олександр Мартинович
- Секретар ради: Миргородська Валентина Миколаївна

### Керівний склад попередніх скликань
| Прізвище, ім'я, по батькові | Основні відомості                                                        | Дата обрання | Дата звільнення |
| --------------------------- | ------------------------------------------------------------------------ | ------------ | --------------- |
| Дудник Олександр Мартинович | Селищний голова, 1960 року народження, освіта вища                       | 26.03.2006   | 31.10.2010      |
| Дудник Олександр Мартинович | Селищний голова, 1960 року народження, освіта вища, член Партії регіонів | 31.10.2010   | 25.10.2020      |

Примітка: таблиця складена за даними сайту Верховної Ради України

### Депутати
За результатами місцевих виборів 2010 року депутатами ради стали:
- Кількість мандатів: 24
- Кількість мандатів, отриманих за результатами виборів: 23
- Кількість мандатів, що залишаються вакантними: 1

#### За суб'єктами висування
| Суб'єкт висування                                       | Кількість обраних депутатів | %    |
| ------------------------------------------------------- | --------------------------- | ---- |
| Самовисування                                           | 18                          | 78,3 |
| Політична партія Всеукраїнське об'єднання «Батьківщина» | 4                           | 17,4 |
| Політична партія «Фронт Змін»                           | 1                           | 4,3  |

#### За округами
| № округу                                                | Прізвище, ім'я, по батькові           | Дата визнання обраним | Освіта             | Партійна приналежність                        | Відомості про обраного депутата              |
| ------------------------------------------------------- | ------------------------------------- | --------------------- | ------------------ | --------------------------------------------- | -------------------------------------------- |
| Політична партія Всеукраїнське об'єднання «Батьківщина» |                                       |                       |                    |                                               |                                              |
| 5                                                       | Юрченко Юрій Юрійович                 | 01.11.2010            | середня            | член Всеукраїнського об'єднання «Батьківщина» | Інтер ЕОМ система, менеджер                  |
| 7                                                       | Заболотний Сергій Миколайович         | 01.11.2010            | середня            | позапартійний                                 | приватний підприємець                        |
| 12                                                      | Питайчук Олена Олександрівна          | 01.11.2010            | середня спеціальна | член Всеукраїнського об'єднання «Батьківщина» | Домогосподарка                               |
| 22                                                      | Кисельов Іван Іванович                | 01.11.2010            | середня            | член Всеукраїнського об'єднання «Батьківщина» | ТОВ «Армінвест»                              |
| Політична партія «Фронт Змін»                           |                                       |                       |                    |                                               |                                              |
| 11                                                      | Калько Віктор Семенович               | 01.11.2010            | вища               | член Політичної партії «Фронт Змін»           | приватний підприємець                        |
| Самовисування                                           |                                       |                       |                    |                                               |                                              |
| 1                                                       | Коцюба Володимир Миколайович          | 01.11.2010            | вища               | позапартійний                                 | приватний підприємець                        |
| 2                                                       | Чернишевич Ігор Сергійович            | 01.11.2010            | середня спеціальна | позапартійний                                 | м. БучаСТО, автослюсар                       |
| 3                                                       | Дудар Василь Васильович               | 01.11.2010            | вища               | позапартійний                                 | приватний підприємець                        |
| 4                                                       | Новіков Борис Васильович              | 01.11.2010            | вища               | позапартійний                                 |                                              |
| 6                                                       | Бурдзяківський Ігор Євгенійович       | 01.11.2010            | середня спеціальна | позапартійний                                 | пенсіонер                                    |
| 8                                                       | Некрутенко Сергій Миколайович         | 01.11.2010            | середня            | позапартійний                                 | ТОВ «Да Ла», менеджер                        |
| 9                                                       | Забродська Леоліна Петрівна           | 01.11.2010            | середня спеціальна | позапартійна                                  | Студмістечко НУДПСУ, вихователь              |
| 10                                                      | Болілий Дмитро Прокопович             | 01.11.2010            | середня            | позапартійний                                 | пенсіонер                                    |
| 13                                                      | Тищенко Олександр Миколайович         | 01.11.2010            | вища               | позапартійний                                 | НТКУ, інженер                                |
| 14                                                      | Щербак Галина Феофілівна              | 01.11.2010            | вища               | позапартійна                                  | вчитель                                      |
| 15                                                      | Шульгач Андрій Миколайович            | 01.11.2010            | вища               | позапартійний                                 | приватний підприємець                        |
| 16                                                      | Симонтовський Олександр Володимирович | 01.11.2010            | середня            | позапартійний                                 | МПП «Фільмотехнік», оператор                 |
| 17                                                      | Зелінська Наталія Олександрівна       | 01.11.2010            | вища               | позапартійна                                  | Клавдієвська загальноосвітня школа, вчитель  |
| 19                                                      | Ткач Олег Сільвестрович               | 01.11.2010            | вища               | член Політичної партії «Сила і Честь»         | приватний підприємець                        |
| 20                                                      | Бабаніна Лідія Василівна              | 01.11.2010            | середня спеціальна | позапартійна                                  | Клавдієво лікарня, фельдшер                  |
| 21                                                      | Миргородська Валентина Миколаївна     | 01.11.2010            | вища               | позапартійна                                  | Клавдієво-Тарасівська селищна рада, секретар |
| 23                                                      | Кучеренко Сергій Валерійович          | 01.11.2010            | вища               | позапартійний                                 | ТОВ «Юнайтед Форест», начальник виробництва  |
| 24                                                      | Соломенко Раїса Миколаївна            | 01.11.2010            | середня            | позапартійна                                  | Клавдієве відділ зв'язку, оператор           |